# Oceania tydemani
Oceania tydemani är en nässeldjursart som beskrevs av Pieter Bleeker och van der Spoel 1988. Oceania tydemani ingår i släktet Oceania och familjen Oceanidae. Inga underarter finns listade i Catalogue of Life.